# Say It Right
Singles de Nelly Furtado
Maneater
(2007) All Good Things (Come to an End)
(2007)
Say It Right est une chanson écrite par la chanteuse canadienne Nelly Furtado et coproduite avec Timbaland et Nate « Danja » Hills pour l'album Loose (2006) de la chanteuse. C'est le troisième single extrait de l'album pour les États-Unis et l'Australie, le quatrième pour l'Asie et l'Europe.
Say It Right parvient à se hisser en tête des charts dans de nombreux pays tels que les États-Unis, la France, le Canada ou encore la Pologne et à atteindre le top 5 en Australie, en Chine, au Danemark...

## Clip vidéo
Le clip de Say It Right a été réalisé par le duo anglais Rankin & Chris et a été tourné dans divers endroits de la ville de Los Angeles, en Californie, à la fin du mois d'octobre 2006. 
La vidéo se déroule en grande partie au sommet d'un immeuble. On note également la présence du producteur  américain Timbaland, que l'on peut entendre, tout au long du clip.

## Liste des pistes
France CD-Maxi  Universal (UMG) 2 mars 2007
1. Say It Right (Radio Edit) 3:35
2. What I Wanted 3:54
3. Say It Right (Peter Rauhofer Remix Part 1) 8:33

Extras :
- Say It Right (vidéo)

 Europe /  France CD-Single Geffen (UMG) 2 mars 2007
1. Say It Right
2. What I Wanted

 Australie CD single
1. Say It Right (radio edit)
2. Maneater (Radio 1 Live Lounge session)

 États-Unis Promotion
1. Say it Right (Yr. Robert Lalkovits - Axone Adaptation Remix) Axone for Nelly Furtado - Say it right remix clip (Grammy Award Winners)

 États-Unis Promotion DVD-R
1. Say It Right (music video)

 Chili Promotion
1. Say It Right (version studio)
2. Say It Right (version instrumentale)

iTunes Version
1. Say It Right (Manon Dave Remix)

E-Remix EP
1. Say it Right (Peter Rauhofer Club Mix Part 1)
2. Say it Right (Dave Aude Dummies Radio Edit)
3. Say it Right (featuring Erick Right Remix)
4. Say it Right (Firscia & Lamboy Electrotribe Radio Mix)
5. Say it Right (Menage Acid Mix)

 Allemagne Video-Single
1. Say It Right (Radio Edit)
2. Say It right (Music Video)

 Allemagne CD Maxi
1. Say It Right (Radio Edit)
2. What I Wanted
3. Say It Right (Peter Rauhofer Club Mix Part 1)
4. Say It Right (music video)

 Royaume-Uni Téléchargement
1. Say It Right (Radio Edit)
2. What I Wanted
3. Say It Right (iTunes Live Session)

## Classements certifications
| Classement (2007)                          | Meilleure position |
| ------------------------------------------ | ------------------ |
| Allemagne (Media Control AG)               | 2                  |
| Australie (ARIA)                           | 2                  |
| Autriche (Ö3 Austria Top 40)               | 2                  |
| Belgique (Flandre Ultratop 50 Singles)     | 5                  |
| Belgique (Wallonie Ultratop 50 Singles)    | 7                  |
| Canada (Hot 100)                           | 5                  |
| Tchéquie (IFPI Rádio)                      | 1                  |
| Danemark (Tracklisten)                     | 3                  |
| Pays-Bas (Single Top 100)                  | 2                  |
| Europe (Hot 100)                           | 2                  |
| Finlande (Suomen virallinen lista)         | 15                 |
| France (SNEP)                              | 1                  |
| Hongrie (Rádiós Top 40)                    | 1                  |
| Hongrie (Dance Top 40)                     | 3                  |
| Irlande (IRMA)                             | 12                 |
| Italie (FIMI)                              | 3                  |
| Nouvelle-Zélande (RMNZ)                    | 1                  |
| Norvège (VG-lista)                         | 2                  |
| Slovaquie (IFPI Rádio)                     | 1                  |
| Suède (Sverigetopplistan)                  | 11                 |
| Suisse (Schweizer Hitparade)               | 1                  |
| Royaume-Uni (UK Singles Chart)             | 10                 |
| États-Unis (Hot 100)                       | 1                  |
| États-Unis (Dance Club Songs)              | 1                  |
| États-Unis (Billboard Pop 100)             | 1                  |
| États-Unis (Billboard Hot Dance Club Play) | 1                  |
| Classement (2008)                          | Meilleure position |
| Espagne (PROMUSICAE)                       | 1                  |

| Classement (2007)    | Position |
| -------------------- | -------- |
| Australie            | 25       |
| Autriche             | 6        |
| Belgique (Flandre)   | 17       |
| Belgique (Wallonie)  | 28       |
| Pays-Bas             | 12       |
| Europe (Hot 100)     | 4        |
| Finlande             | 9        |
| France               | 24       |
| Allemagne            | 3        |
| Hongrie              | 2        |
| Italie               | 29       |
| Nouvelle-Zélande     | 22       |
| Roumanie             | 1        |
| Suède                | 36       |
| Suisse               | 3        |
| Royaume-Uni          | 29       |
| États-Unis (Hot 100) | 9        |
| Classement (2008)    | Position |
| Espagne              | 7        |

| (2000-2009) | Position |
| ----------- | -------- |
| Autriche    | 39       |
| Allemagne   | 32       |

### Certifications
| Pays             | Certifications          |
| ---------------- | ----------------------- |
| Australie        | Platine                 |
| Belgique         | Or                      |
| Danemark         | Platine                 |
| Allemagne        | Platine                 |
| Nouvelle-Zélande | Platine                 |
| Norvège          | Platine                 |
| Russie           | Or · (Ring-back Tone) · |
| Espagne          | 3 × Platine             |
| Suède            | Or                      |
| Suisse           | Or                      |
| États-Unis       | Platine                 |

## Historique de sortie
| Pays        | Date              | Label             | Format                 | Catalogue     |
| ----------- | ----------------- | ----------------- | ---------------------- | ------------- |
| États-Unis  | 31 octobre 2006   | Geffen Records    | Diffusion radio        |               |
| Canada      | 1er décembre 2006 | Geffen Records    | CD single              | B000LE164Y    |
| Australie   | 2 décembre 2006   | Geffen Records    | CD single              | 1717580       |
| Europe      | 2 mars 2007       | Geffen Records    | CD single              | 0602517245952 |
| Allemagne   | 2 mars 2007       | Geffen Records    | CD single              | B000N0WY7E    |
| Royaume-Uni | 7 mars 2007       | Universal Records | Téléchargement digital |               |
| France      | 21 mai 2007       | Geffen Records    | CD single              | B000PDZQX8    |